# Gniezno
Gniezno [ˈgɲɛznɔ], zu deutsch Gnesen, ist eine Stadt in der polnischen Woiwodschaft Großpolen. Sie ist Sitz des Erzbistums Gniezno.

## Geographische Lage
Die Stadt liegt in der historischen Region Kujawien, etwa 50 Kilometer ostnordöstlich der Stadt Posen.

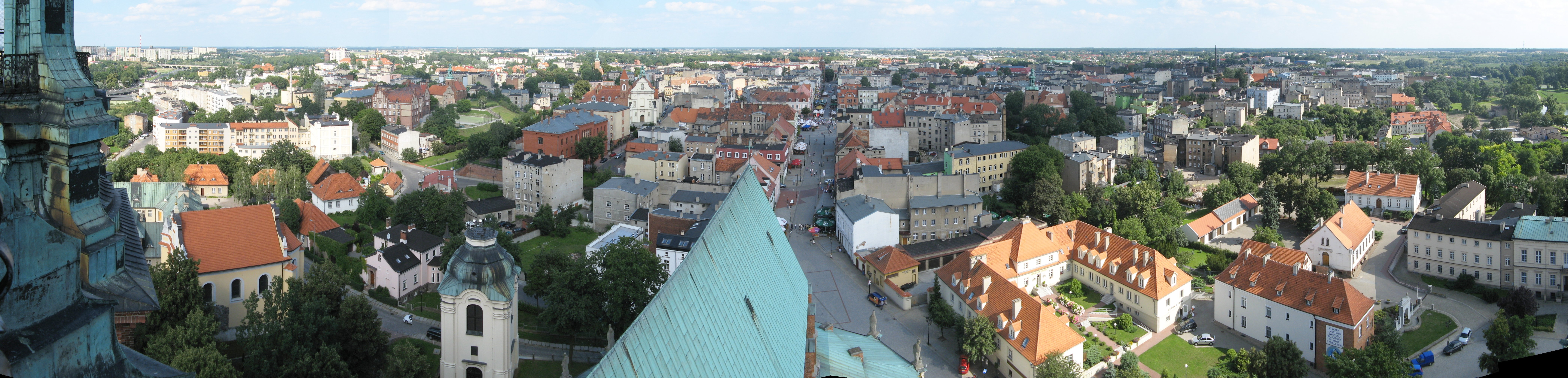
Stadtgebiet, von einem Turm des Gnesener Doms aus gesehen (2007)

## Geschichte
Gniezno gilt als eine der ältesten Städte Polens; erste menschliche Ansiedlungen gab es bereits in der Steinzeit. Die erste urkundliche Erwähnung erfolgte am Ende des 10. Jahrhunderts, also nach der Christianisierung Polens. Als Gründer der Stadt gilt Herzog Lech, der sich einer Legende nach auf dem Lech-Hügel sein Nest (poln. gniazdo) baute wie ein weißer Adler in der Baumkrone über ihm. Der weiße Adler findet sich sowohl im Wappen der Stadt als auch im Wappen Polens.
Seit 1980 ist die Stadt Namensgeber für den Gniezno-Gletscher in der Antarktis.

### Name der Stadt und Gründungssage
Der Name der Stadt Gniezno leitet sich vom polnischen Wort gniazdo ab, was auf Deutsch Nest bedeutet. Nach der Legende zur Entstehung des polnischen Staats gab es drei Brüder: Lech, den Urvater des polnischen Staats, Czech (Čech), den Urvater des tschechischen Staats und Rus, den Urvater des russischen Staats. Die ursprünglich zusammen lebenden Brüder beschlossen, in die Weite zu ziehen. Czech siedelte südlich und Rus östlich. Lech beschloss, nach Norden zu ziehen. Als Lech in das Gebiet des späteren Großpolens gelangte, ruhte er sich im Schatten eines Baumes aus. Dabei beobachtete er in der Abendröte einen prächtigen weißen Adler, der auf der Krone des Baums über ihm gelandet war. Dieses Ereignis beeindruckte Lech so sehr, dass er beschloss, sich hier niederzulassen und die Stadt Gniezno (Gnesen) zu gründen. Von diesem Zeitpunkt an ist der weiße Adler Teil des städtischen und polnischen Wappens, wobei die Farbe Rot für die Abendröte steht.

### Mittelalter
In Gniezno ist seit dem 8. Jahrhundert eine Burg nachweisbar. Ab dem 9. Jahrhundert war es das politische Zentrum des sich allmählich herausbildenden Staates der Piasten. Als Ersterwähnung in einer schriftlichen Quelle gilt die Übertragung einer civitas Schinesghe (= „die Stadt/der Staat Gnesen“) durch Mieszko I. († 992) an den heiligen Petrus. Die Schenkungsurkunde ist nur in Form eines späteren Regests, das als Dagome Iudex bekannt ist, erhalten. Im Jahr 1000 kam es zum Akt von Gnesen. Bolesław I. Chrobry empfing hier Kaiser Otto III., und es kam zur Gründung des ältesten polnischen Erzbistums. 1025 wurde Bolesław I. Chrobry der erste König von Polen. 1238/39 erhielt Gniezno die Stadtrechte. Bis 1320 war die Stadt Krönungsort der polnischen Könige.
Gniezno war lange Zeit das kulturelle Zentrum Polens, das mit dieser Stadt die Anfänge seines Staatswesens verbindet.

### Neuzeit

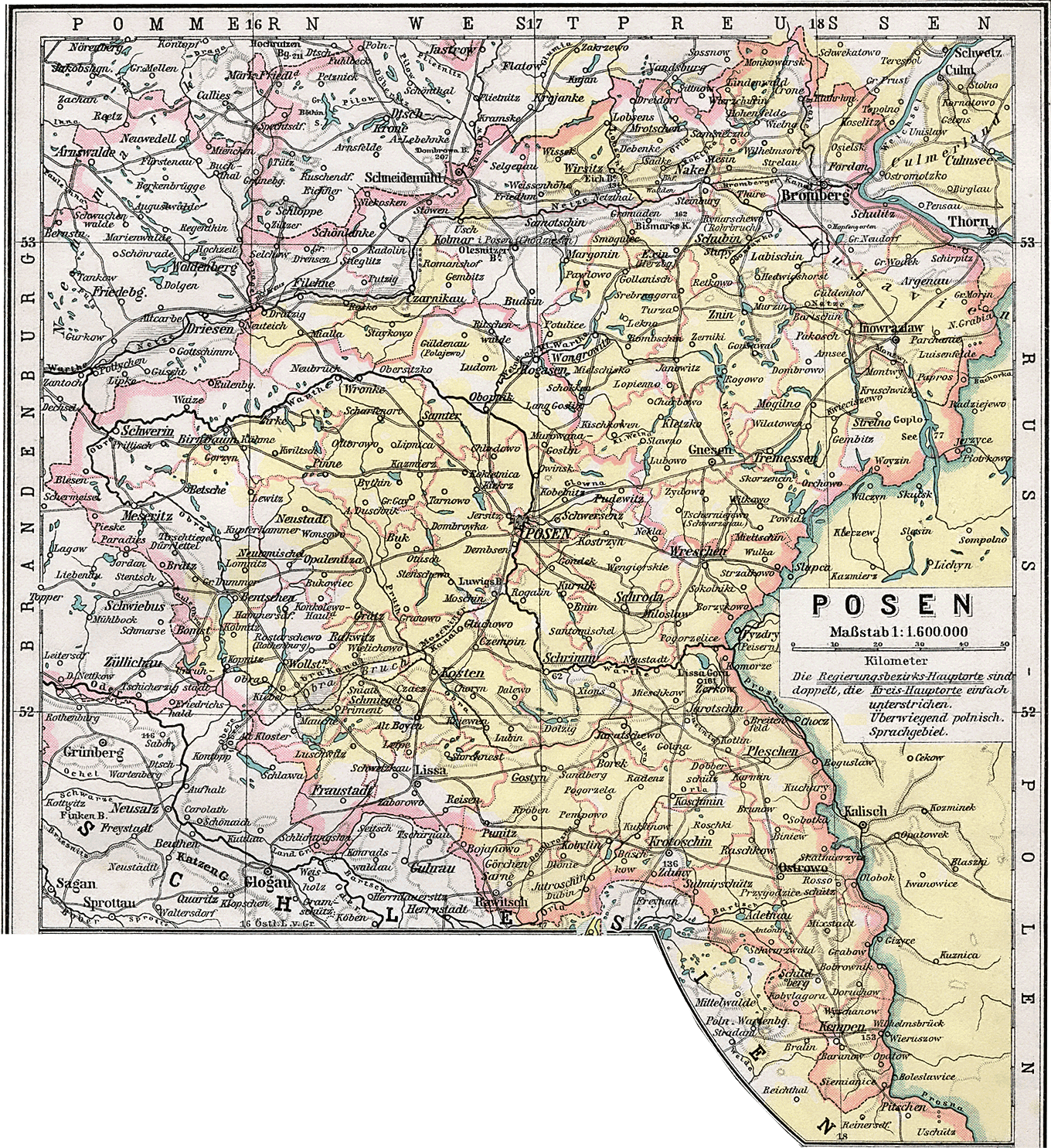
Gnesen, südlich der Stadt Bromberg und ostnordöstlich der Stadt Posen, auf einer Landkarte der Provinz Posen von 1905 (gelb markierte Flächen kennzeichnen Gebiete mit seinerzeit mehrheitlich polnischsprachiger Bevölkerung)

Bei der Zweiten Polnischen Teilung 1793 kam Gnesen zum Königreich Preußen. 1807 wurde es von Napoléon dem Herzogtum Warschau zugeschlagen.

Gnesen auf einem Foto aus dem 19. Jahrhundert

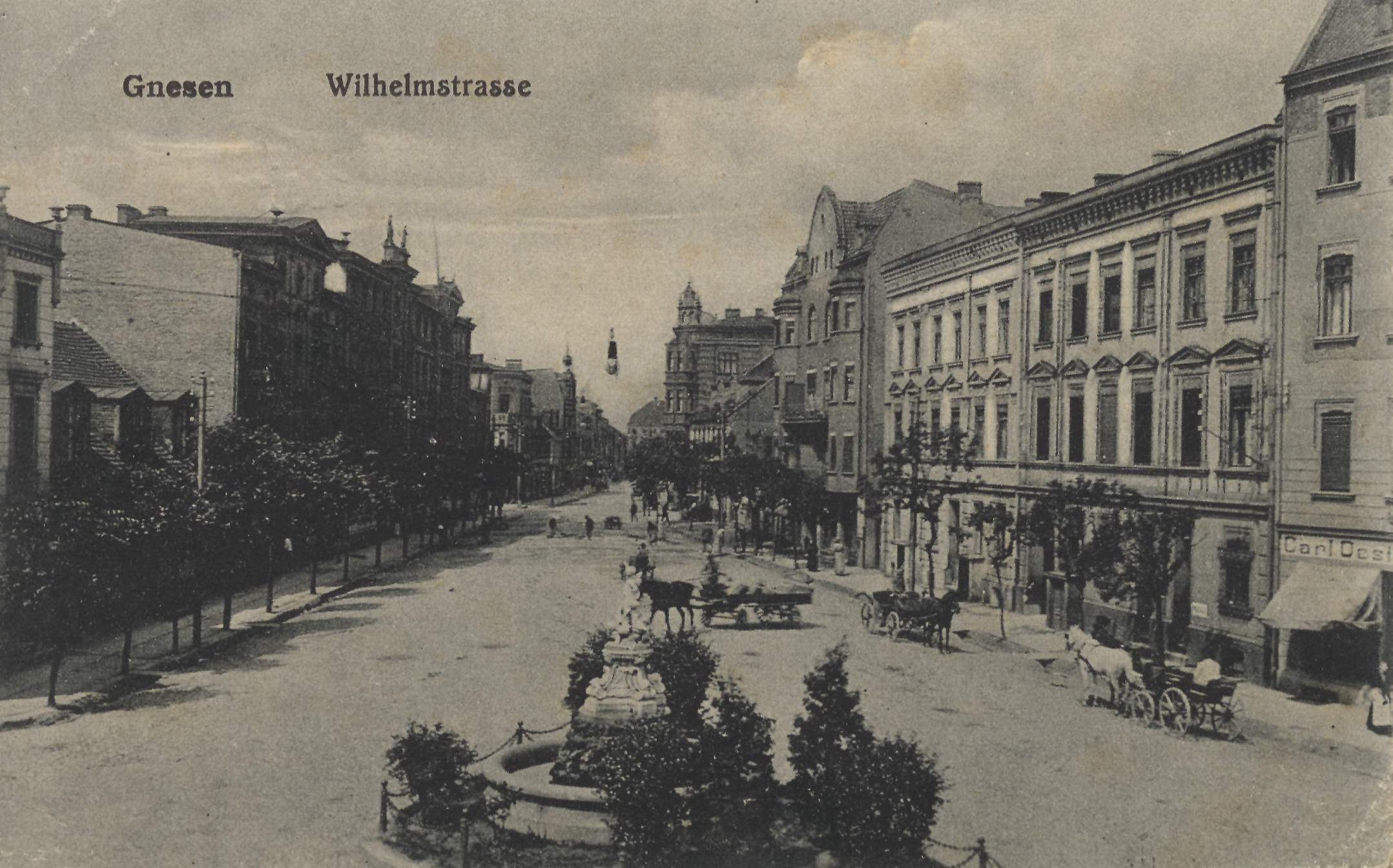
Gnesen, Wilhelmstraße um 1918 auf einer Bildpostkarte

Nach dem Wiener Kongress gehörte Gnesen zum Kreis Gnesen in der preußischen Provinz Posen, Regierungsbezirk Bromberg.
Während der (europaweiten) Hungersnot des Jahres 1847 war Gnesen Schauplatz bürgerkriegsähnlicher Unruhen. Es kam zu Plünderungen von Speichern und Läden.
Am 15. Oktober 1863 wurde das Gnesener Gymnasium eröffnet.
1879 wurde das Landgericht Gnesen eingerichtet.
Mit dem Inkrafttreten des Versailler Vertrags am 20. Januar 1920 kam Gnesen zur Republik Polen und war ab 1925 ein selbständiger Stadtkreis.
Nach dem Überfall auf Polen 1939 durch die deutsche Wehrmacht wurde Gnesen am 11. September 1939 Teil des deutschen Militärbezirks Posen und am 26. Oktober 1939 völkerrechtswidrig in das Deutsche Reich eingegliedert. Es gehörte fortan zum Reichsgau Posen, später Wartheland und zum Regierungsbezirk Hohensalza. Ab dem 1. Januar 1940 unterstand Gnesen der im Altreich gültigen Deutschen Gemeindeordnung vom 30. Januar 1935, mit einem deutschen Oberbürgermeister (Julius Lorenzen (NSDAP)) an der Spitze.
Im Januar 1945 wurde die Stadt von der Roten Armee erobert und  nach der Beendigung des Zweiten Weltkriegs von der Sowjetunion der Volksrepublik Polen zur Verwaltung überlassen. Die deutschen Einwohner wurden vertrieben.

### Demographie
| Jahr | Einwohner | Anmerkungen |
| ---- | --------- | --- |
| 1740 | 060       | nach vorangegangenen Kriegswirren und Seuchen |
| 1800 | 03556     | Stadt, fast sämtlich Polen, bis auf 513 Juden |
| 1816 | 03034     | Stadt, mit 451 Feuerstellen (Haushaltungen), darunter 285 Lutheraner und 319 Juden (15 Judenhäuser) |
| 1818 | 03725     | Stadt |
| 1826 | 05800     | Stadt, mit einer Kathedrale, zwölf katholischen Kirchen, zwei Klöstern, einem Domkapitel, sieben öffentlichen und 468 Privatwohnhäusern |
| 1837 | 05570     | Stadt |
| 1843 | 06358     | [ 5 ] |
| 1852 | 06785     | am Jahresende |
| 1855 | 06924     | am Jahresende |
| 1858 | 07995     | [ 5 ] |
| 1861 | 08520     | davon 1280 Militärpersonen |
| 1867 | 09050     | Stadtgemeinde, am 3. Dezember |
| 1871 | 09916     | Stadtgemeinde, am 1. Dezember, davon 2879 Evangelische, 5605 Katholiken, drei sonstige Christen und 1429 Juden |
| 1875 | 11.206    | [ 11 ] |
| 1880 | 13.826    | [ 11 ] |
| 1885 | 15.757    | am 1. Dezember, davon 4454 Evangelische, 9818 Katholiken, drei sonstige Christen und 1482 Juden |
| 1900 | 21.693    | am 1. Dezember, mit der Garnison (ein Infanterieregiment Nr. 49 und ein Dragonerregiment Nr. 12), davon 6714 Evangelische und 1179 Juden |
| 1905 | 23.726    | am 1. Dezember, darunter 8436 mit deutscher Muttersprache (7417 Evangelische und 1019 Katholiken) und 14.114 mit polnischer Muttersprache (elf Evangelische, 14.103 Katholiken); außerdem 980 Juden                                                         |
| 1910 | 25.339    | am 1. Dezember, davon 9869 mit deutscher Muttersprache (7780 Evangelische, 1260 Katholiken, 53 sonstige Christen oder Andersgläubige und 776 Juden) und 15.341 mit polnischer Muttersprache (zwei Evangelische, 15.338 Katholiken und eine jüdische Person) |
| 1931 | 30.745    | [ 11 ] |

### Krankenmorde in Dziekanka vor Ende des Zweiten Weltkriegs

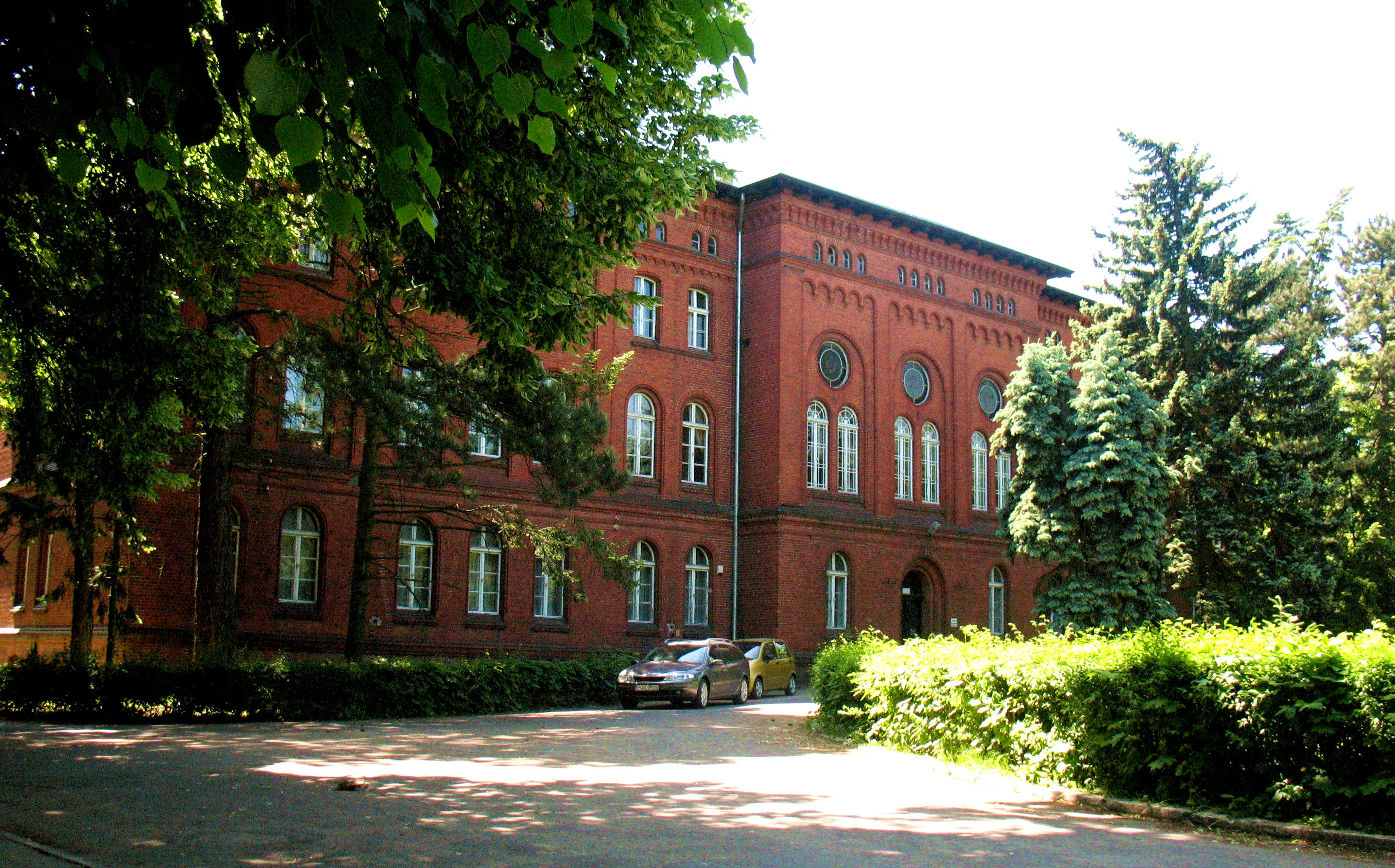
Wojewódzki Szpital Dziekanka – Nervenheilanstalt Dziekanka (Tiegenhof)

In der heute zu Gniezno gehörenden Siedlung Dziekanka (deutsch: Dekanat, 1939–1945: Tiegenhof) wurde 1894 eine psychiatrische Anstalt des Kreises eingerichtet. Die seit 1920 polnische Anstalt wurde 1939 in Gauheilanstalt Tiegenhof umbenannt. Der Direktor Victor Ratka kollaborierte mit den deutschen Besatzern und blieb im Amt.
Zunächst wurden über 1200 polnische Anstaltsinsassen durch das Sonderkommando Lange in Gaswagen ermordet. Nach dem Ende der Krankenmorde  wurden ab Ende 1941 Anstaltsinsassen aus dem Deutschen Reich nach Tiegenhof verlegt und dort durch Nahrungsentzug und Verabreichung tödlicher Medikamentencocktails ermordet. Verharmlosend wurde von einer „Kinderfachabteilung“ gesprochen. Die Gesamtzahl der Getöteten wird auf 3586 beziffert.

## Verkehr
Gniezno liegt an der Bahnstrecke Poznań–Toruń und an den bei Gniezno nur noch im Güterverkehr betriebenen Bahnstrecken Oleśnica–Chojnice und Gniezno–Sława Wielkopolska. Die Stadt ist Ausgangspunkt der Gnieźnieńska Kolej Wąskotorowa, der ehemaligen Kreisbahn Witkowo.

## Bauwerke
Die Erzkathedrale von Gniezno gilt als eines der bedeutendsten Kirchengebäude Polens. Die Kirche ist seit dem 15. Jahrhundert zugleich die Hauptkirche des Erzbischofs von Gniezno sowie des Primas Poloniae (Primas von Polen). Von europäischer Bedeutung ist in der Erzkathedrale die zweiflügelige Bronzetür von Gniezno. Anlässlich des Besuchs von Papst Johannes Paul II. in Polen 1997 schuf der deutsche Künstler Heinrich Gerhard Bücker für die Erzkathedrale einen neuen Hochaltar, der vom Papst bei seinem Besuch persönlich geweiht wurde.
Die gotische Rektorkirche des Hl. Johannes der Täufer in Gniezno ist ein Kirchengebäude des Ritterorden vom Heiligen Grab und beherbergt Wandmalereien aus dem 14. Jahrhundert.
Weitere Kirchen sind: die Dreifaltigkeitskirche, die Kirche zum Heiligen Kreuz, die Peter-und-Paul-Kirche, die Kirche des Erzengels Michael, die Krönungskirche der polnischen Könige sowie die Georgskirche. Die ehemals protestantische Garnisonskirche ist heute ein katholisches Gotteshaus unter dem Patronat Maria, Königin Polens.
Dazu kommen etliche restaurierte historische Gebäude und Museen. Das Erzbischöfliche Archiv zu Gniezno zeigt religiöse Objekte, darunter Gemälde, Skulpturen, Gewänder und Sargportraits. Das museumsdidaktisch konzipierte Museum der Ursprünge des polnischen Staates dokumentiert die Frühgeschichte der Stadt Gniezno und deren Zeit als Hauptstadt der polnischen Nation.

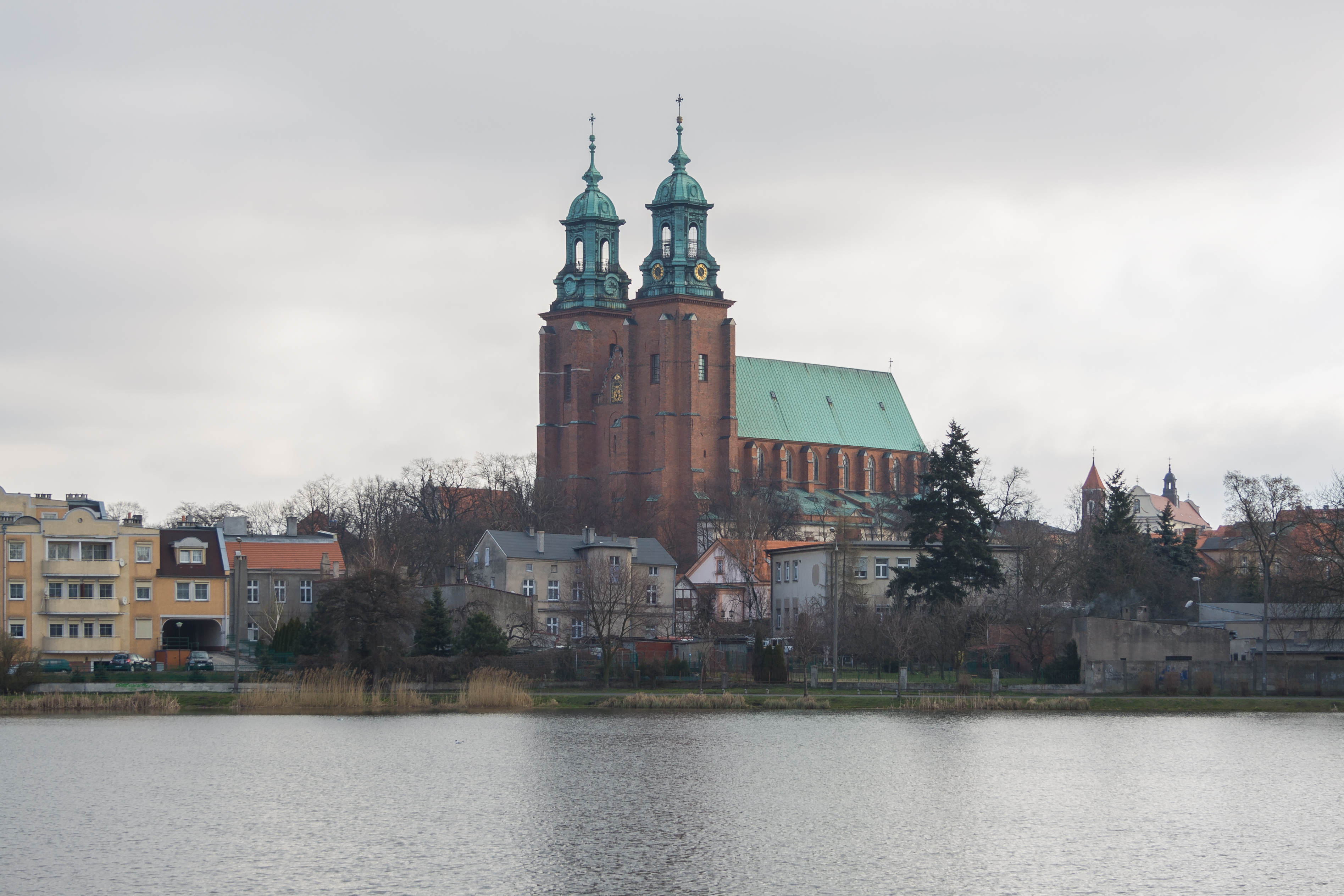
Gnesener Dom
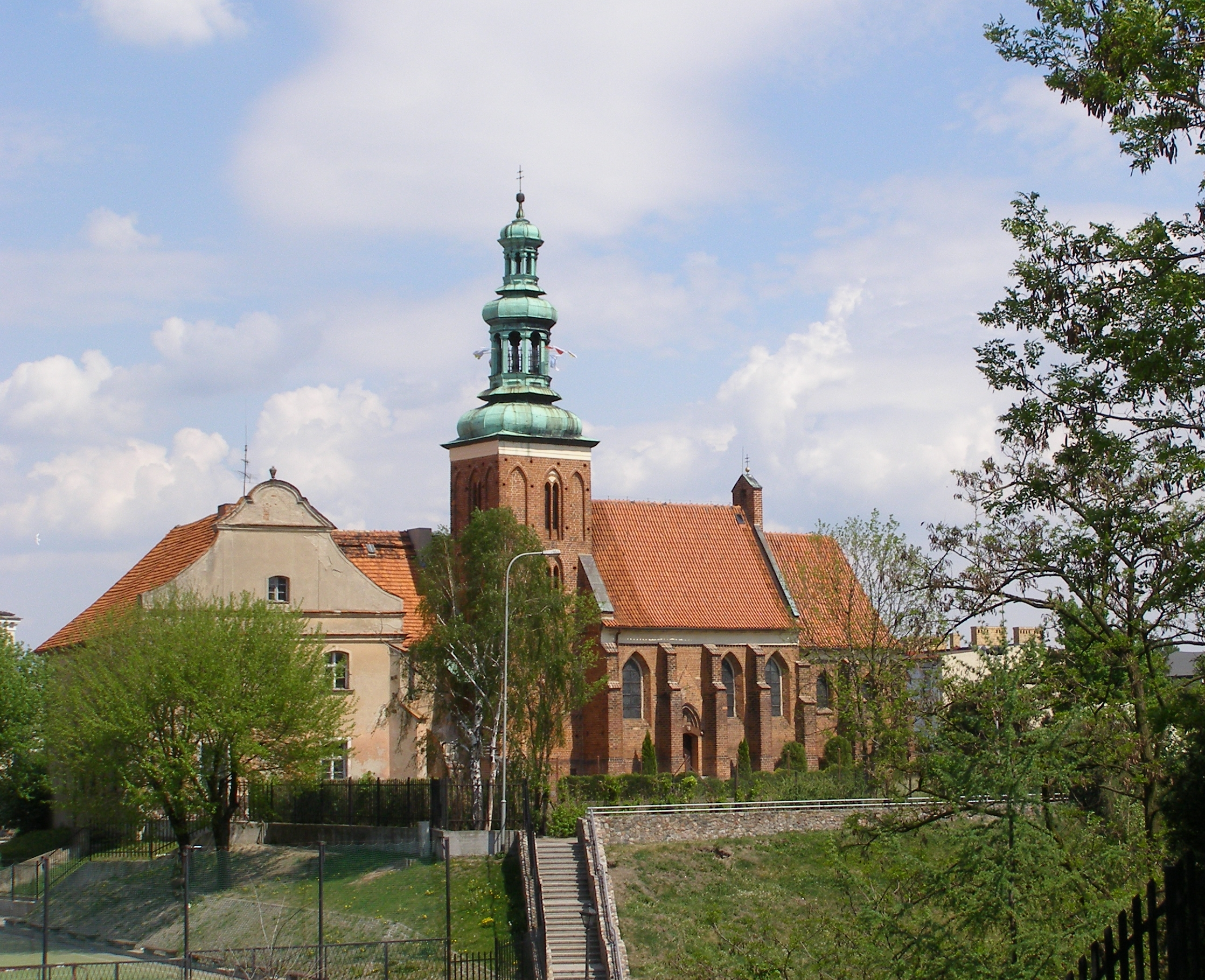
St.-Johannes-Kirche
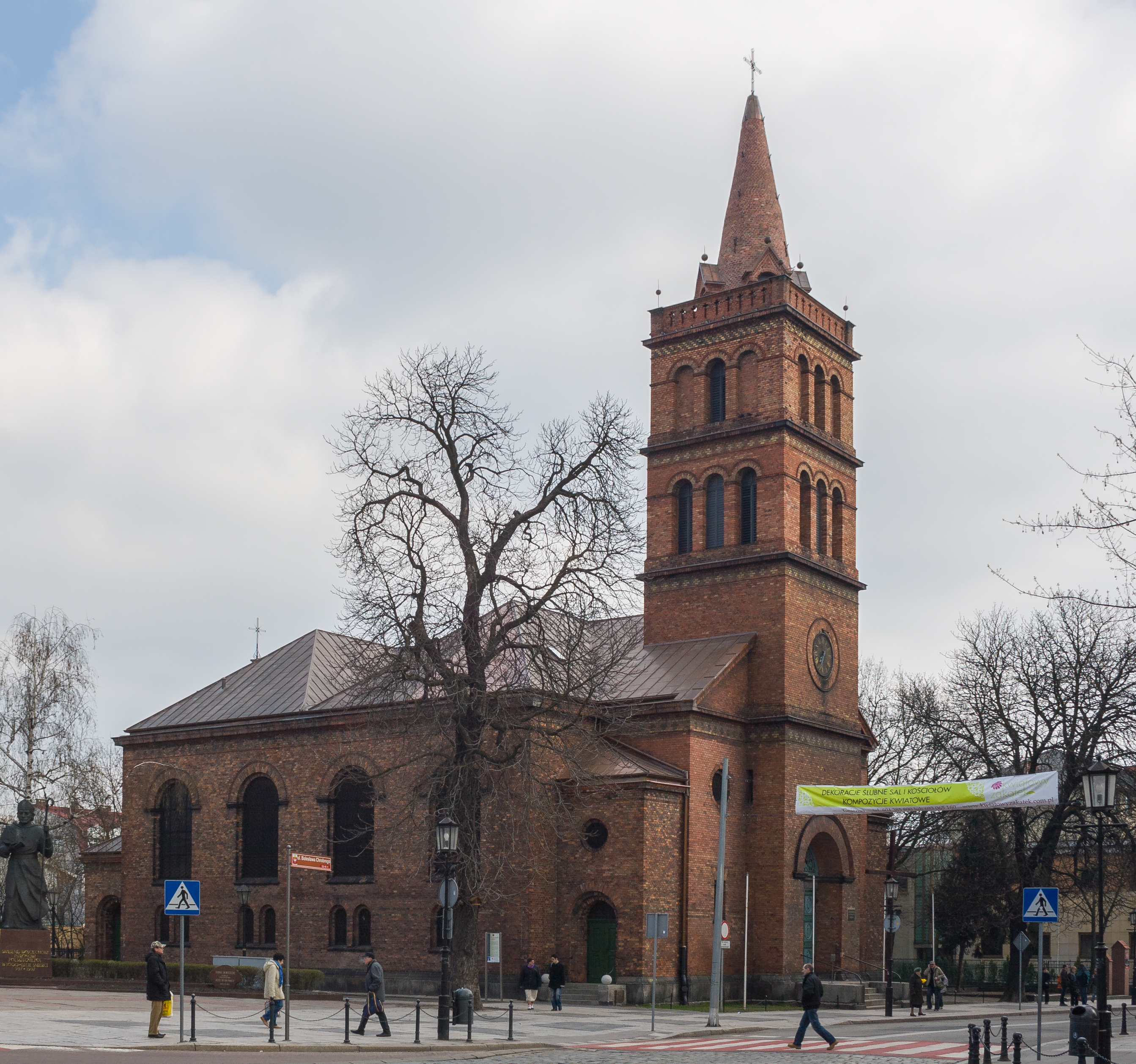
Ehem. evangelische Garnisonkirche
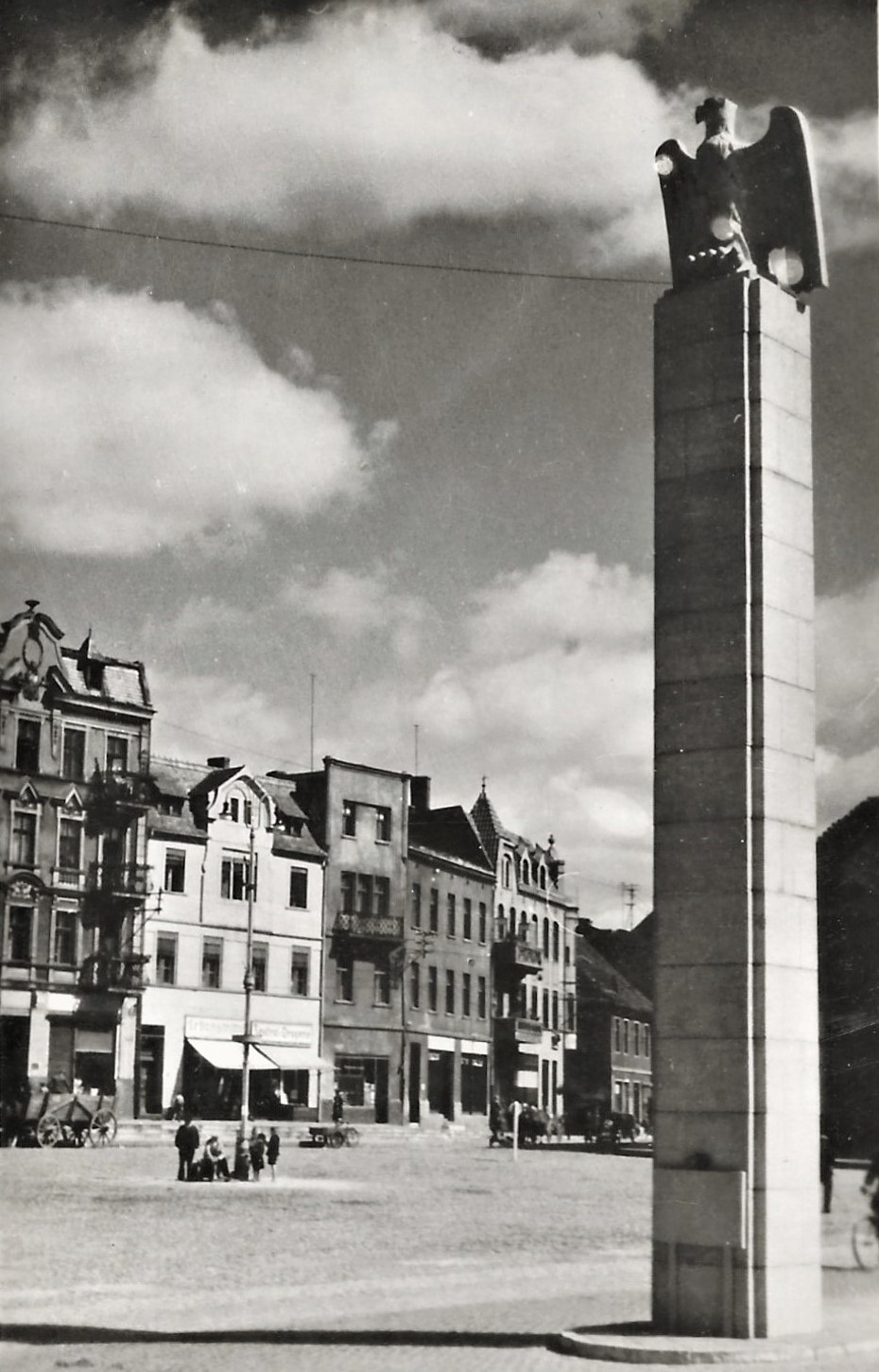
Markt im Jahr 1943
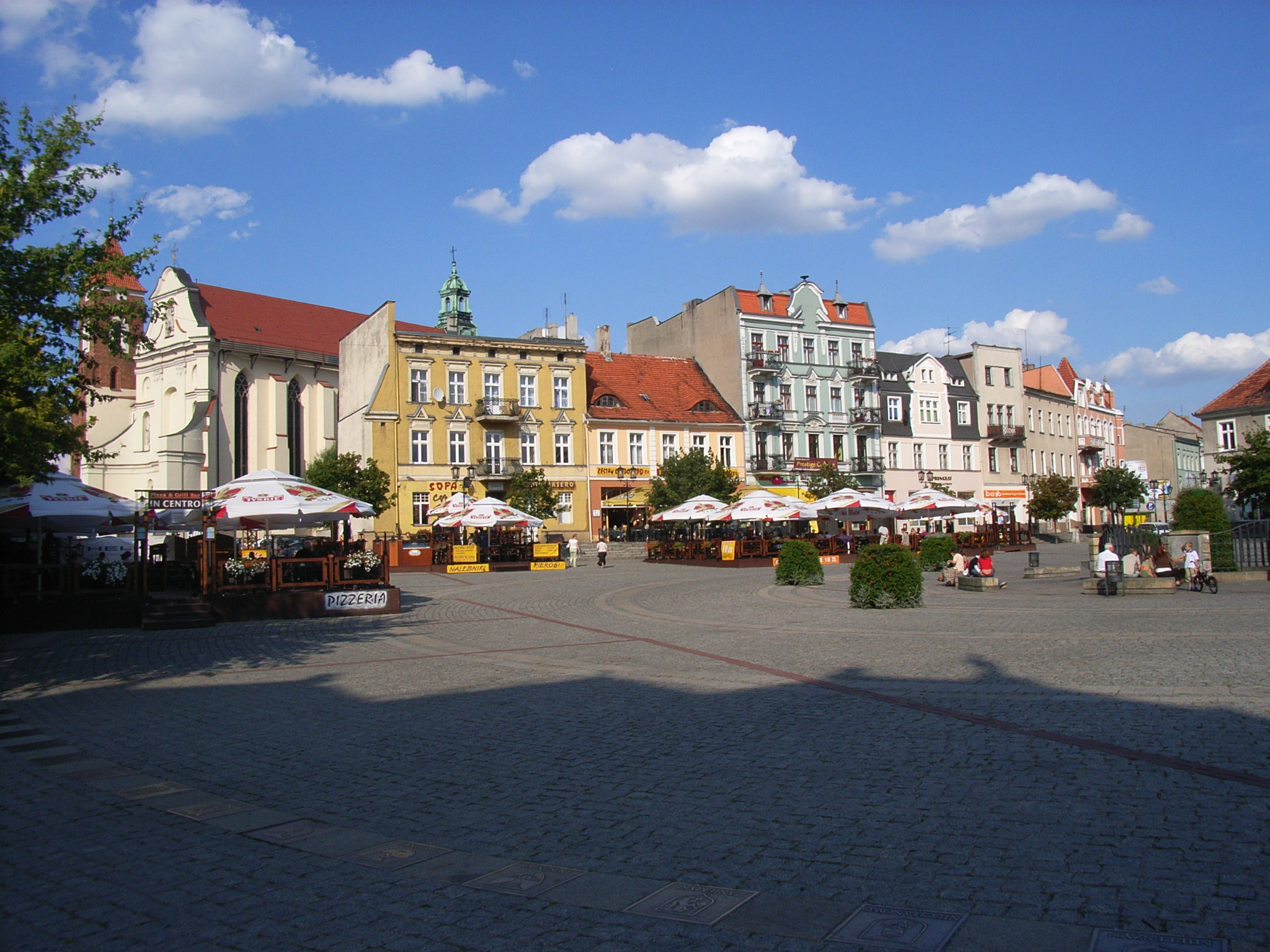
Marktplatz

## Landgemeinde
Die Landgemeinde Gniezno, zu der die Stadt Gniezno nicht gehört, hatte im Juni 2010 9.490 Einwohner.

## Politik

### Stadtpräsident
An der Spitze der Stadtverwaltung steht der Stadtpräsident. Seit 2014 war dies Tomasz Budasz (PO), der 2024 von seinem Parteifreund Michał Powałowski, der für das Wahlkomitee „Koalition für die erste Hauptstadt“ antrat abgelöst wurde. Die turnusmäßige Wahl im April 2024 führte zu folgenden Ergebnis:
- Michał Powałowski (Wahlkomitee „Koalition für die erste Hauptstadt“) 61,7 % der Stimmen
- Natasza Szalaty (Prawo i Sprawiedliwość) 20,2 % der Stimmen
- Paweł Kamiński (Wahlkomitee „Landschaft Gniezno 2024“) 18,1 % der Stimmen

Damit wurde Powałowski bereits im ersten Wahlgang zum neuen Stadtpräsidenten gewählt.
Die turnusmäßige Wahl im Oktober 2018 führte zu folgenden Ergebnis:
- Tomasz Budasz (Koalicja Obywatelska) 79,3 % der Stimmen
- Paweł Kamiński (Prawo i Sprawiedliwość) 16,3 % der Stimmen
- Jerzy Lubbe (Wahlkomitee der Lokalen Wählervereinigung Gniezno) 2,4 % der Stimmen
- Zenon Miękiszak (Kukiz’15) 2,0 % der Stimmen

Damit wurde Budasz bereits im ersten Wahlgang für eine weitere Amtszeit wiedergewählt.

### Stadtrat
Der Stadtrat umfasst 23 Mitglieder, die direkt gewählt werden. Die Wahl im April 2024 führte zu folgendem Ergebnis:
- Wahlkomitee „Koalition für die erste Hauptstadt“ 58,8 % der Stimmen, 15 Sitze
- Prawo i Sprawiedliwość (PiS) 22,4 % der Stimmen, 4 Sitze
- Wahlkomitee „Landschaft Gniezno 2024“ 18,8 % der Stimmen, 4 Sitze

Die Wahl im Oktober 2018 führte zu folgendem Ergebnis:
- Koalicja Obywatelska (KO) 62,5 % der Stimmen, 17 Sitze
- Prawo i Sprawiedliwość (PiS) 21,5 % der Stimmen, 5 Sitze
- Wahlkomitee der Lokalen Wählervereinigung Gniezno 11,8 % der Stimmen, 1 Sitz
- Kukiz’15 4,2 % der Stimmen, kein Sitz

### Städtepartnerschaften
- Anagni, (Italien)
- Esztergom, (Ungarn)
- Falkenberg, (Schweden)
- Radviliškis, (Litauen)
- Roskilde, (Dänemark)
- Saint-Malo, (Frankreich)
- Sergijew Possad, (Russland)
- Speyer, (Deutschland, Rheinland-Pfalz)
- Uman, (Ukraine)
- Veendam, (Niederlande)

## Sport

### Fußball

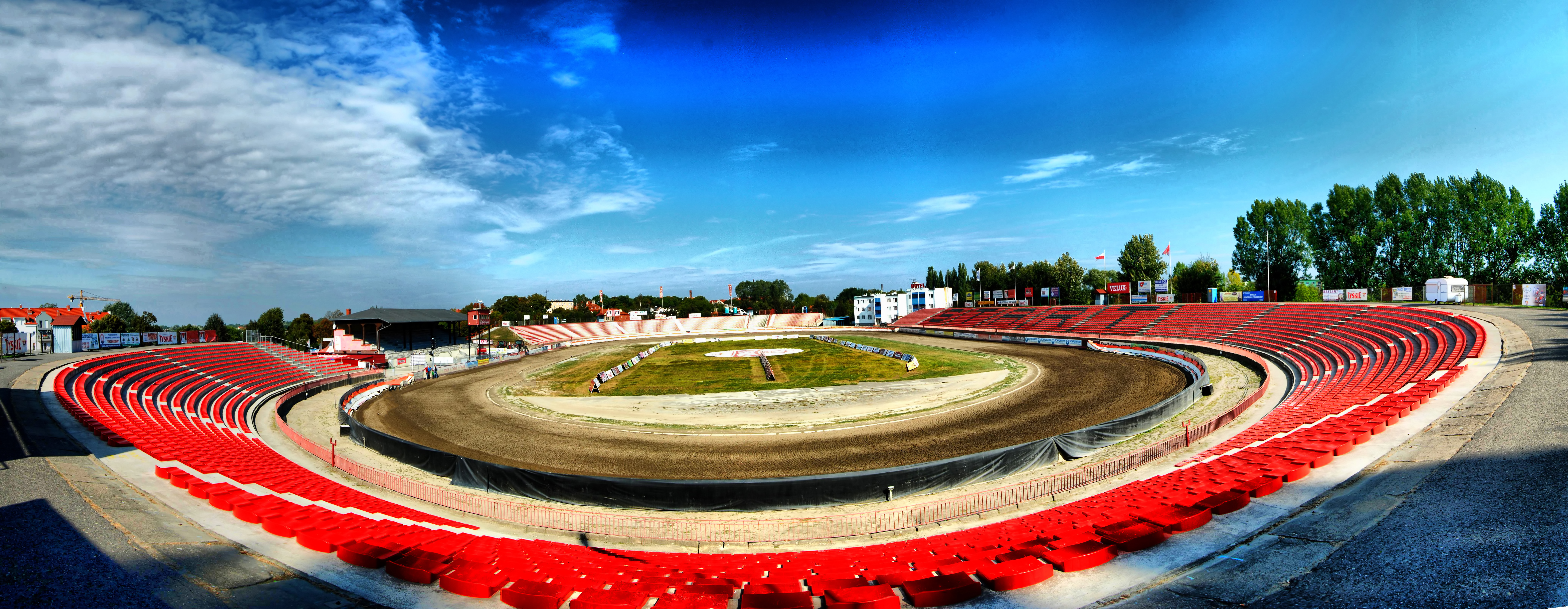
Speedway Stadion in Gniezno

In Gnesen ist der Fußball-Drittligist Mieszko Gniezno beheimatet. Weitere Fußballvereine aus Gniezno sind: KS Gniezno, Techmet Orliki Gniezno sowie Gniewko Gniezno.

### Speedway
Der Speedway-Verein TŻ Start Gniezno tritt in der 1. polnischen Liga an. Die Mannschaft trägt ihre Wettkämpfe im Start Gniezno Stadion aus, das 10.000 Zuschauern Platz bietet.

## Söhne und Töchter der Stadt
- Julian von Chelmicki (1825–1909), Reichstags- und Landtagsabgeordneter
- Hermann Senator (1834–1911), Nachfolger von Rudolf Virchow als 1. Vorsitzender der Berliner Medizinischen Gesellschaft, klinischer Leiter an der Berliner Charité und Professor, Verfasser wichtiger Arbeiten über Nierenkrankheiten und Eiweißausscheidung
- Jacob Caro (1835–1904), Historiker, Professor in Jena und Breslau, verfasste Untersuchungen zur polnischen, russischen, spätmittelalterlichen und frühneuzeitlichen Geschichte
- Alfred von Biber-Palubicki (1836–1908), Maler
- Heinrich von Kummer (1841–1924), preußischer Generalleutnant
- Erich Fließ (1857–1898), deutscher Schriftsteller und Zeitungsredakteur
- Werner Alberti (eig. Albert Krzywynos) (1861–1934), Opernsänger (Tenor)
- Otto Nollau (1862–1922), Oberbürgermeister von Remscheid
- Felix Waldstein (1865–1943), Politiker (DDP)
- Siegfried Laboschin (1868–1929), Maler und Grafiker
- Georg Davidsohn (1872–1942), sozialdemokratischer Politiker und Journalist
- Arthur Hübner (1878–1934), Psychiater, Rechtsmediziner und Hochschullehrer
- Richard Neumann (1878–1955), Jurist, Senatspräsident beim Bundesgerichtshof
- Kurt Jahnke (1882–1950), deutsch-amerikanischer Geheimagent
- Łucjan Kamieński (1885–1964), Komponist und Musikwissenschaftler
- Richard Honig (1890–1981), deutscher Strafrechtler
- Ludwig Franz Meyer (1894–1915), Dichter
- Wilhelm Storz (1897–1985), Jurist, Inhaber des Ritterkreuz des Königlichen Hausordens von Hohenzollern mit Schwertern, Verfasser des Lehrbuchs „Deutsches Strafrecht“ (3. Aufl. 1963)
- Günther Pancke (1899–1973), SS-Obergruppenführer
- Wilhelm Bahnik (1900–1938), kommunistischer Widerstandskämpfer
- Heinz Reinefarth (1903–1979), SS-Gruppenführer, Politiker
- Hans Tasiemka (1905–1979), deutsch-britischer Filmkritiker und Archivar
- Edward Bury (1919–1995), Komponist, Dirigent, Pianist und Musikpädagoge
- Mieczysław Porębski (1921–2012), Kunsthistoriker
- Ireneusz Gwidon Kamiński (1925–1996), Schriftsteller und Journalist
- Hans-Jürgen Gerhardt (1928–2010), Mediziner
- Stanisław Kasprzyk (1942–2022), Hockeyspieler
- Johann-Christoph Student (* 1942), Psychiater und Palliativmediziner
- Aleksander Ciążyński (1945–2021), Hockeyspieler
- Paweł Arndt (* 1954), Politiker
- Krzysztof Wętkowski (* 1963), Bischof von Włocławek
- Paulina Hennig-Kloska (* 1977), Politikerin, Politologin und Wirtschaftsexpertin
- Arkadiusz Radomski (* 1977), Fußballspieler
- Marika Popowicz-Drapała (* 1988), Sprinterin